# 精霊戦士スプリガン
『精霊戦士スプリガン』（せいれいせんしスプリガン、Seirei Senshi Spriggan）とは、1991年7月12日に日本のナグザットから発売されたPCエンジンCD-ROM2用縦スクロールシューティングゲーム。サマーカーニバル'91公認ソフト。
精霊国家「シースフェル」において精霊甲兵の伝説の戦士である主人公の「スプリガン」を操作し、他国への侵略を開始したブライズバラ帝国の野望を食い止める事を目的としている。精霊球と呼ばれる火、水、風、土の4つのアイテムを取得した順番によってショットの性能が変化する事を特徴としている。
開発はコンパイルが行い、プロデューサーはMSX用ソフト『ザナック』（1986年）や『アレスタシリーズ』（1988年 - ）を手掛けた仁井谷正充が担当、企画はPCエンジン用ソフト『ガンヘッド』（1989年）を手掛けた中嶋和之が担当、音楽はPCエンジン用ソフト『エイリアンクラッシュ』（1988年）を手掛けた迫田敏明、『ガンヘッド』を手掛けた竹内啓史、MSX用ソフト『ぷよぷよ』（1991年）を手掛けた長尾亮利、後にスーパーファミコン用ソフト『スーパーアレスタ』（1992年）を手掛けた田中勝己が担当している。
2008年にWii用ソフトとしてバーチャルコンソールにて配信された他、2020年にはPCエンジン miniに収録される事となった。

## 概要
元々はコンパイルの作品である『アレスタシリーズ』として企画され開発されていた。開発中のタイトルは『精霊戦士アレスタ』であったがその後『魔導戦士スプリガン』という仮称に変わり、最終的に『精霊戦士スプリガン』となった。上記のような経緯があるため、ゲームシステムおよび世界観・設定のいくつかが「アレスタシリーズ」およびコンパイルがPCエンジンで開発した縦型SHGに類似している点がある。また、PCエンジンCD-ROM2の特性を生かし著名声優によるボイスが付いたビジュアルデモなどが特徴的な差異となっている。

## ゲーム内容
パワーアップアイテムとして4種類の精霊球（火、水、風、土）があり、最大3つまで装備（4つ目を取ると一番古い精霊球が破棄される）でき、それぞれの組み合わせでショットの特性が変化する。なお、精霊球は消費してボンバーとして使用可能。

## 登場人物
ジェガ
声 - 堀川亮
リカート
声 - 鶴ひろみ
隊長
声 - 郷里大輔
ブライズバラ王
声 - 家弓家正

## 移植版
| No. | タイトル           | 発売日             | 対応機種                                                    | 開発元                  | 発売元             | メディア                              | 型式 | 備考                                        |
| --- | ------------------ | ------------------ | ----------------------------------------------------------- | ----------------------- | ------------------ | ------------------------------------- | ---- | ------------------------------------------- |
| 1   | 精霊戦士スプリガン | 2008年7月1日       | Wii                                                         | コンパイル              | ナグザット         | ダウンロード （バーチャルコンソール） | -    | 2019年1月31日サービス（配信）終了。         |
| 2   | 精霊戦士スプリガン | 2020年3月19日 予定 | PCエンジン mini TurboGrafx-16 mini PC Engine CoreGrafx mini | エムツー ※ 移植開発担当 | KDE ※ 本体の発売元 | プリインストール                      | -    | 本体にあらかじめ収録される58作品の1タイトル |

## スタッフ
- プランナー：中嶋和之
- メイン・プログラム：外山雄一
- デモ・プログラム：谷田貴史
- ビジュアル・コンセプター：中嶋和之
- キャラクター・デザイン：龍王院弘
- ビジュアル・サポート：山田晶二、坂本姉豪、JANUS寺本
- デモ・グラフィック：龍王院弘
- サブ・グラフィック：壱之助
- 音楽：迫田敏明、竹内啓史、長尾亮利、田中勝己
- 音響効果：MATS（塚本雅信）
- 協力：渡辺孝行、米光一成、伊藤ゆたか、弓恭羅、末永勝治、渡辺康成、平健次郎、森田時雨、田中貢、小玉浩樹、もりけん、CHAO、おたか、ぢゃり、まつくい、いのん、きむりん、ちどり、ぎゃーみどすどす、CHISATO、HIROMI
- 監修：じぇみに広野（広野隆行）
- プロデュース：MOO仁井谷（仁井谷正充）

## 評価
- ゲーム誌『ファミコン通信』の「クロスレビュー」では、6・6・8・5の合計25点（満40点）となっており[8][5]、レビュアーからは本作がハイエンドユーザーをターゲットにした作品であると指摘された上で「ノーマルでプレーすれば普通の人にもできないことはない」と難易度に関しては一定の評価をされたが、「誘発弾が発射弾数とのかねあいであんがい賢くない」など攻撃側の性能に関して否定的に評価された[8]。

- その他のゲーム誌において、『月刊PCエンジン』では90・90・95・85・95の平均91点（満100点）、『マル勝PCエンジン』では8・7・7・8の合計30点（満40点）、『PC Engine FAN』の読者投票による「ゲーム通信簿」での評価は以下の通りとなっており、21.48点（満30点）となっている[7]  。また、この得点はPCエンジン全ソフトの中で203位（485本中、1993年時点）となっている[7]。

| 項目 | キャラクタ | 音楽 | 操作性 | 熱中度 | お買得度 | オリジナリティ | 総合  |
| 得点 | 3.90       | 3.65 | 3.58   | 3.48   | 3.40     | 3.48           | 21.48 |

- ゲーム本『懐かしゲーム機大百科 PCエンジン完全ガイド 1987-1999』では、精霊玉の取得順によって性能が変化する事や、派手な演出や爽快感を称賛され、『ファイナルソルジャー』（1991年）と並ぶ名作シューティングであると絶賛された[1]。